# خدنگ نوارباریک
خدنگ نوارباریک‌ (نام علمی: Mungotictis decemlineata) نام یک گونه از تیره گربه‌زبادان ماداگاسکار است.